# Unité urbaine de la Roche-sur-Yon
L’unité urbaine de la Roche-sur-Yon est une entité statistique française située dans le département de la Vendée et la région des Pays-de-la-Loire.
« Ville isolée », regroupant la seule commune de La Roche-sur-Yon, elle constitue la première agglomération urbaine du département.

## Histoire
En 1954, année de la première réalisation de zonages des agglomérations urbaines de France par l’Institut national de la statistique et des études économiques, l’unité urbaine de la Roche-sur-Yon regroupe trois communes : Le Bourg-sous-la-Roche-sur-Yon, La Roche-sur-Yon et Saint-André-d’Ornay.
À partir du zonage des unités urbaines de 1968, l’unité urbaine de la Roche-sur-Yon devient une « ville isolée » (unité urbaine d’une seule commune) à la suite de l’absorption du Bourg-sous-la-Roche-sur-Yon et de Saint-André-d’Ornay par la commune-centre à compter du 11 juillet 1964.

## Données statistiques
À l’instar de huit autres unités urbaines de France métropolitaine de plus de 20 000 habitants (Agde, Beaune, Cholet, Montaigu-Vendée, Narbonne, Rambouillet, Saint-Malo et Les Sables-d'Olonne), celle de la Roche-sur-Yon forme une ville isolée, c’est-à-dire une commune dont l’agglomération ne présente pas de continuité urbaine avec d’autres situées sur des communes limitrophes.
En 2022, avec 54 699 habitants, elle représente la première unité urbaine de la Vendée, devançant celle des Sables-d’Olonne. Au sein du département, le poids démographique de l’unité s’élève à 7,97 %.
Du point de vue régional, au sein des Pays-de-la-Loire, elle occupe le 6e rang après l’unité urbaine de Laval (5e rang) et avant celle de Cholet (7e rang).

## Découpages administratifs territoriaux

### Zone d’emploi
Depuis le zonage de 1983, l’unité urbaine de la Roche-sur-Yon est au centre de la zone d’emploi homonyme, qui rassemble 100 communes au 1er janvier 2017.

### Aire urbaine
Depuis 1997, l’unité urbaine de La Roche-sur-Yon est le pôle urbain de l’aire urbaine homonyme. Selon la terminologie du zonage en aires urbaines de 2010, elle constitue un « grand pôle » dans le sens où elle offre plus de 10 000 emplois. 
Au 1er janvier 2017, l’aire urbaine de La Roche-sur-Yon réunit 22 communes.

### Bassin de vie
À la tête du bassin de vie de La Roche-sur-Yon depuis 2004, l’unité urbaine est également le centre d’un périmètre de 15 communes comprenant six autres unités urbaines.

## Géographie

### Situation
L’unité urbaine de La Roche-sur-Yon se situe au sud-ouest de la région des Pays-de-la-Loire et au centre du département de la Vendée, dans un territoire marqué du point de vue paysager par le Bas-Bocage. 

### Organisation
La superficie de l’unité correspond à celle du territoire municipal de La Roche-sur-Yon. Ce dernier s’établit à 8 779 hectares selon les services de l’Institut national de l’information géographique et forestière. Elle représente ainsi 1,30 % de la superficie du département de la Vendée.

### Instances administratives
Dépendant administrativement de l’arrondissement de La Roche-sur-Yon, l’unité est partagée entre les cantons de La Roche-sur-Yon-1 et de La Roche-sur-Yon-2. Unie au sein du canton de La Roche-sur-Yon entre 1954 et 1973, elle est divisée entre le canton de La Roche-sur-Yon-Nord et celui de La Roche-sur-Yon-Sud avant le 2 avril 2015.
Depuis le 1er janvier 2010, l’unité urbaine de La Roche-sur-Yon appartient à La Roche-sur-Yon-Agglomération. Entre le 1er janvier 1994 et cette date, elle faisait partie de la communauté de communes du Pays-Yonnais.

## Composition
Au dernier zonage de l’Institut national de la statistique et des études économiques, celui de 2020, l’unité urbaine se compose d’une seule commune.
| Nom              | Code Insee | Département | Statut       | Superficie (km2) | Population (dernière pop. légale) | Densité (hab./km2) | Modifier                                    |
| ---------------- | ---------- | ----------- | ------------ | ---------------- | --------------------------------- | ------------------ | ------------------------------------------- |
| La Roche-sur-Yon | 85191      | Vendée      | ville-isolée | 87,52            | 54 699 (2022)                     | 625                | modifier les données · modifier les données |

## Démographie
| 1954   | 1962   | 1968   | 1975   | 1982   | 1990   | 1999   | 2008   |
| ------ | ------ | ------ | ------ | ------ | ------ | ------ | ------ |
| 24 427 | 29 559 | 36 067 | 44 713 | 45 098 | 45 219 | 49 262 | 51 727 |

| 2013   | 2020   | - | - | - | - | - | - |
| ------ | ------ | - | - | - | - | - | - |
| 52 732 | 55 213 | - | - | - | - | - | - |